# C-One

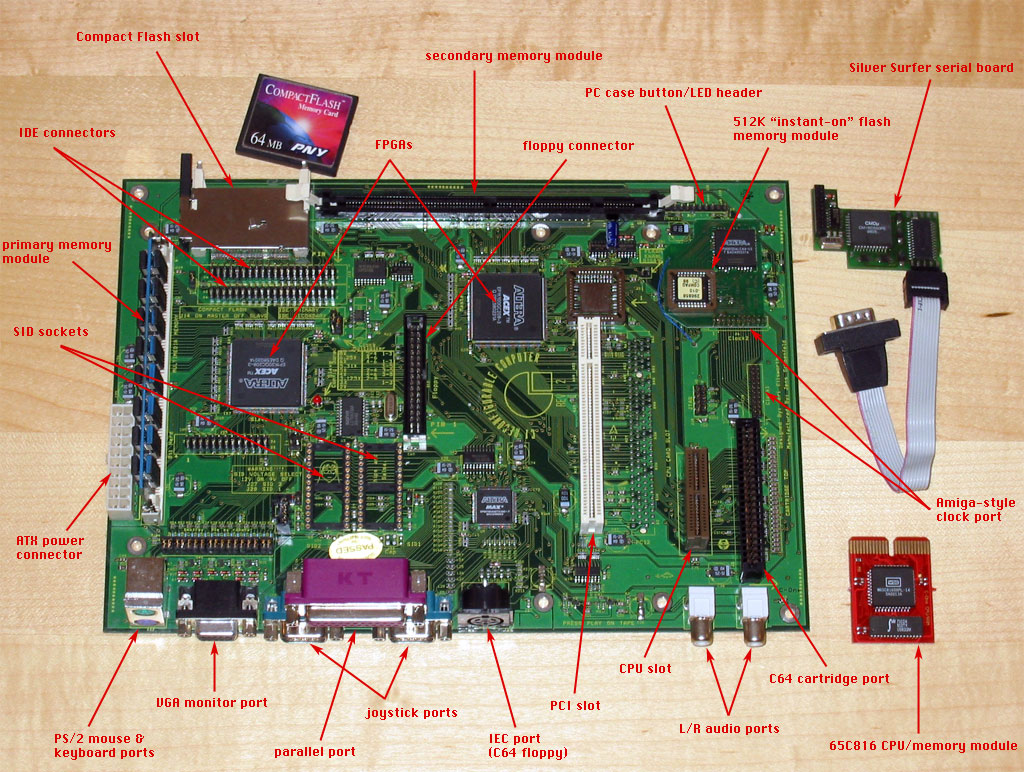
Moderkortet till C-One.

C-One är en dator som är en hårdvarumässig rekonstruktion av en Commodore 64-dator. Den konstruerades 2002.